# Jochen Müller (Politikwissenschaftler)
Jochen Müller (* 1981 in Schwäbisch Hall, Baden-Württemberg) ist ein deutscher Politikwissenschaftler. Seine Forschungsschwerpunkte sind Wahlen, Parlamente und Parteien. Seit Oktober 2022 ist er Professor für Politische Soziologie und Methoden am Institut für Politik- und Kommunikationswissenschaft der Universität Greifswald.

## Leben
Von 2001 bis 2007 studierte Müller Verwaltungswissenschaften an der Universität Konstanz. Während seines Studiums machte er ein akademisches Auslandsjahr von 2004 bis 2005 an der University of Warwick in Coventry im Vereinigten Königreich. Sein Studium schloss er 2007 mit einer Arbeit mit dem Titel „Muster und Determinanten der Dynamik von Parteipositionen – Eine Analyse der Parteiensysteme der deutschen Bundesländer“ ab. Thomas Bräuninger war dabei der Erstgutachter.
2013 promovierte Müller an der Universität Potsdam mit seiner Dissertation „Demokratische Responsivität auf regionaler Ebene: Eine vergleichende Untersuchung des Entscheidungsverhaltens von Wählern und Parteien in europäischen Mehrebenensystemen“.
Nach verschiedenen Stationen als Wissenschaftlicher Mitarbeiter, unter anderem an der Universität Mannheim, der Universität Oldenburg und der University of Essex, wurde er 2015 Juniorprofessor für Politische Soziologie am Institut für Politik- und Kommunikationswissenschaft an der Universität Greifswald.
2020 erhielt Müller einen Ruf für die Professor „Innenpolitik der Bundesrepublik Deutschland“ am Institut für Sozialwissenschaften an der Humboldt-Universität zu Berlin. Er nahm den Ruf an und besetzte bis September 2022 den Lehrstuhl. Seit Oktober 2022 lehrt er an der Universität Greifswald.

## Forschung
Müllers Forschungsschwerpunkt liegt auf Wahlen, Parlamenten und politischen Parteien.